# Шведська Померанія
Шве́дська Помера́нія (швед. Svenska Pommern; нім. Schwedisch-Pommern) — шведський домініон у 1630—1815 роках, розташовувалось на сьогоденному Балтійському узбережжі Німеччини та Польщі. Після польської і тридцятирічної війн, Швеція розширила свої територіальні придбання на південному узбережжі Балтійського моря, включаючи Помор'я, частину Лівонії і Пруссії (dominium maris baltici).
Швеція розпочала експансію у Померанії, маючи гарнізон в Штральзунді з 1628, й отримала певний контроль над герцогством Померанія згідно з Штеттінським договором від 1630 року. Згідно з Вестфальським миром від 1648 і Штеттінським договором від 1653, Швеція отримала Західну Померанію, (Передня Померанія) з островами Рюген, Узедом і Волін, і смугу Східної Померанії. Мирні договори були укладені в той час як шведська королева Христина була неповнолітньою, і Шведська імперія управлялася членами вищої аристократії. Як наслідок, Померанія не була анексована Швецією, проте залишалася частиною Священної Римської імперії.
У 1679 році Швеція втратила велику частину своїх володінь у Померанії на схід від Одеру згідно з Сен-Жерменським миром, 1679, а у 1720 році Швеція втратила свої терени на південь від річок Пєєнє і на схід від Пєєнєштром згідно зі Стокгольмськими договорами. Ці ділянки були передані Бранденбург-Пруссії і були інтегровані у Брандербурзьку Померанію. Проте у 1720 році, Швеція повернула собі частину своїх теренів згідно з Фредериксборзьким договором, що були у складі Данії з 1715 року. У 1814 році в результаті наполеонівських війн Шведська Померанія була передана в Данії в обмін на Норвегію згідно з Кільськими договорами, а у 1815 році, згідно з рішеннями Віденського конгресу, передано Пруссії.